# Mauriner

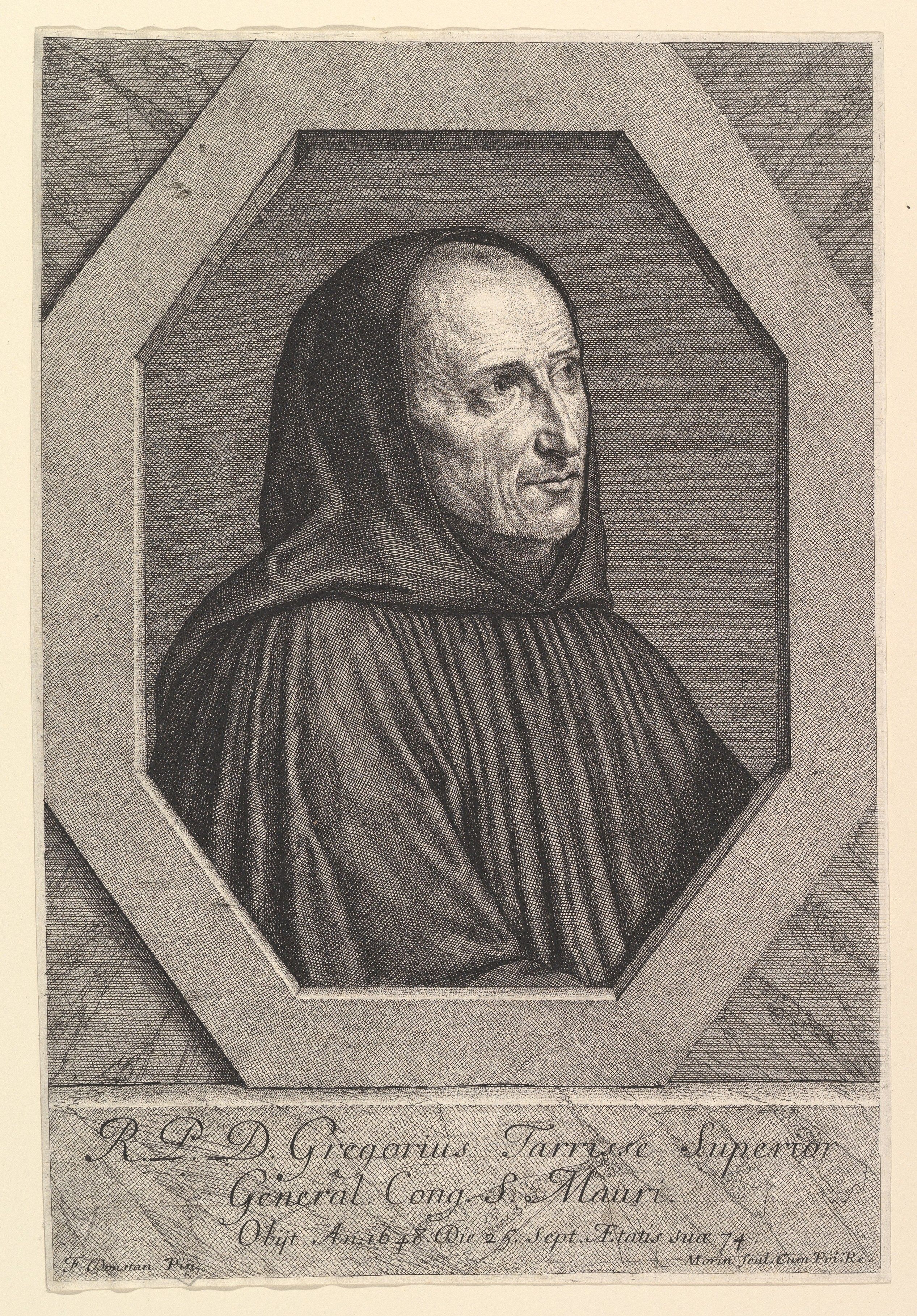
Grégoire Tarisse, erster Generalsuperior der Kongregation

Die Mauriner (französisch Mauristes) waren Benediktiner der Kongregation des heiligen Maurus (Mauriner-Kongregation, französisch Congrégation de Saint-Maur). Im engeren Sinn meint man mit Maurinern eine Schule von Kirchenhistorikern im 17. Jahrhundert, die die Kirchengeschichte anhand der Quellen kritisch überprüften.

## Entstehung
Auf Initiative des Cluniazensers Laurent Bénard (1573–1620) entstand in enger Verbindung zur Kongregation der lothringischen Benediktiner die französische Reformkongregation der Mauriner. Sie wurde 1618 von König Ludwig XIII. und 1621 von Papst Gregor XV. approbiert. Das erste Ordenskapitel beschloss 1618, die Gemeinschaft unter den Schutz des heiligen Maurus (500(512)–584) zu stellen, eines Schülers des hl. Benedikt von Nursia (480–547), des Ordensgründers der Benediktiner. In kürzester Zeit schlossen sich mehrere französische Benediktinerkonvente den „Maurinern“ an, sodass die Gemeinschaft im Jahr 1675 ungefähr 3.000 Mönche in 178 Klöstern zählte. Zum Tagesablauf gehörte das Gebet und die Feier der Liturgie. Die Mönche waren zum Schweigen, zum Fasten und zur Abstinenz verpflichtet.

## Organisation
Der erste Generalsuperior Dom Grégoire Tarisse (1575–1648) legte im Jahr 1630 die grundlegenden Ordensregeln fest. Ihr wichtigster Bestandteil war die Verpflichtung auf eine strenge Ordensdisziplin. Die Kongregation war zentralistisch organisiert. Das oberste Gremium war das aus 33 Mitgliedern bestehende Ordenskapitel. Es trat im Dreijahresrhythmus zusammen und wählte für diese Zeit den Generalsuperior, die Visitatoren und Provinzpriore der einzelnen Klöster.

## Historische Forschung
Die Mauriner sahen in mangelnder Bildung der damaligen Mönche eine der Ursachen für den vielerorts zu beobachtenden Niedergang des benediktinischen Mönchtums im Spätmittelalter. Deshalb legten sie Wert auf eine umfassende theologische und historische Bildung ihrer Mönche. Bereits der erste Ordensobere hatte die Mauriner zur historischen Forschung, vor allem in der Patristik, angeregt. Dom Luc d’Achery legte im Jahr 1648 dem Generalkapitel einen Studienplan vor. Als bedeutendster Mauriner gilt Dom Jean Mabillon, Gründer der Diplomatik (Urkundenlehre). Den größten historischen Erfolg erzielten die Mauriner des Klosters Saint-Germain-des-Près in Paris mit der von ihnen angewandten historisch-kritischen Methode. Weiterhin verdankt man den Mönchen die hervorragenden Editionen der Werke des Kirchenlehrers Augustinus von Hippo. Petrus Sabatier schuf die Grundlagen für die erste wissenschaftliche Edition der Vetus Latina.

## Niedergang
Zum Ende des 18. Jahrhunderts führten die langen Auseinandersetzungen mit dem Jansenismus und die aufkeimenden Konflikte mit den Jesuiten zum Niedergang der Mauriner. Ein vorsichtiger Neubeginn erfolgte im Jahr 1837; er konnte jedoch nicht an den zurückliegenden Erfolg anschließen.